# Revista Oeste
Revista Oeste foi um periódico brasileiro, com publicação inicial em julho de 1942 em Goiânia. Em circulação até dezembro de 1944, foi um relevante projeto propagandístico do governo de Getúlio Vargas no Brasil Central, que divulgou uma série de artigos, poemas, crônicas e notícias de Goiás.
Apesar de ter sido veiculada por apenas dois anos, a revista foi um importante meio de propaganda do Estado Novo na recém-capital de Goiás, Goiânia. Muitos textos importantes foram publicados neste periódico, como contos de Bernardo Élis, crônicas de Ciro dos Anjos e colunas de Hélio Lobo.